# Ishavsvägen

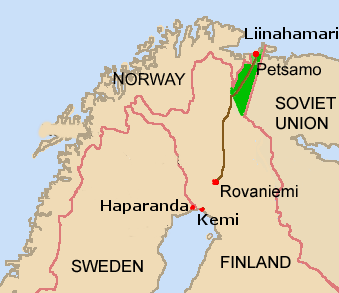
Ishavsvägen med Petsamoområdet i grönt

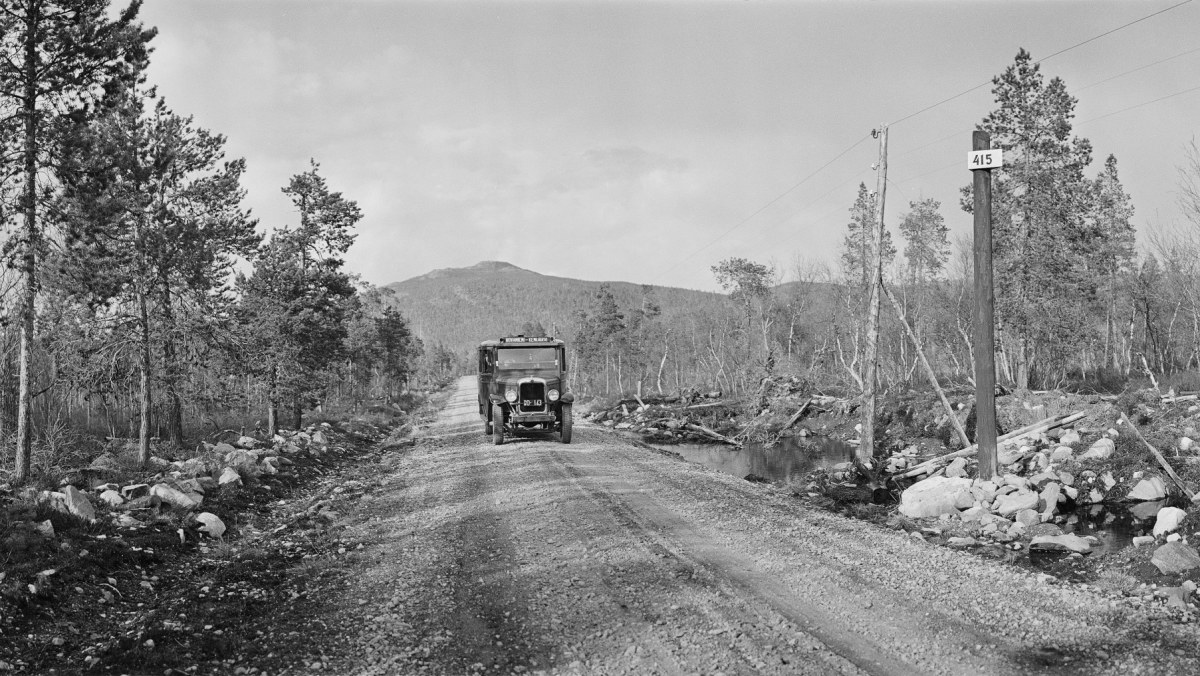
Buss på Ishavsvägen 1934

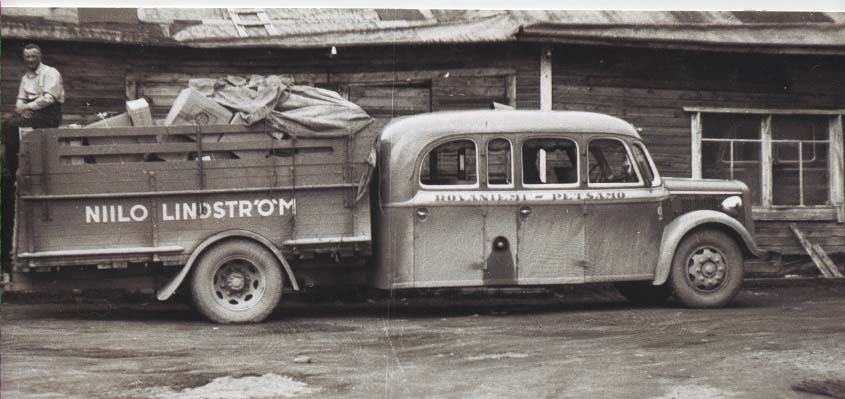
Kombinerad buss/lastbil (skvader) på rutten Rovaniemi–Petsamo på 1930-talet

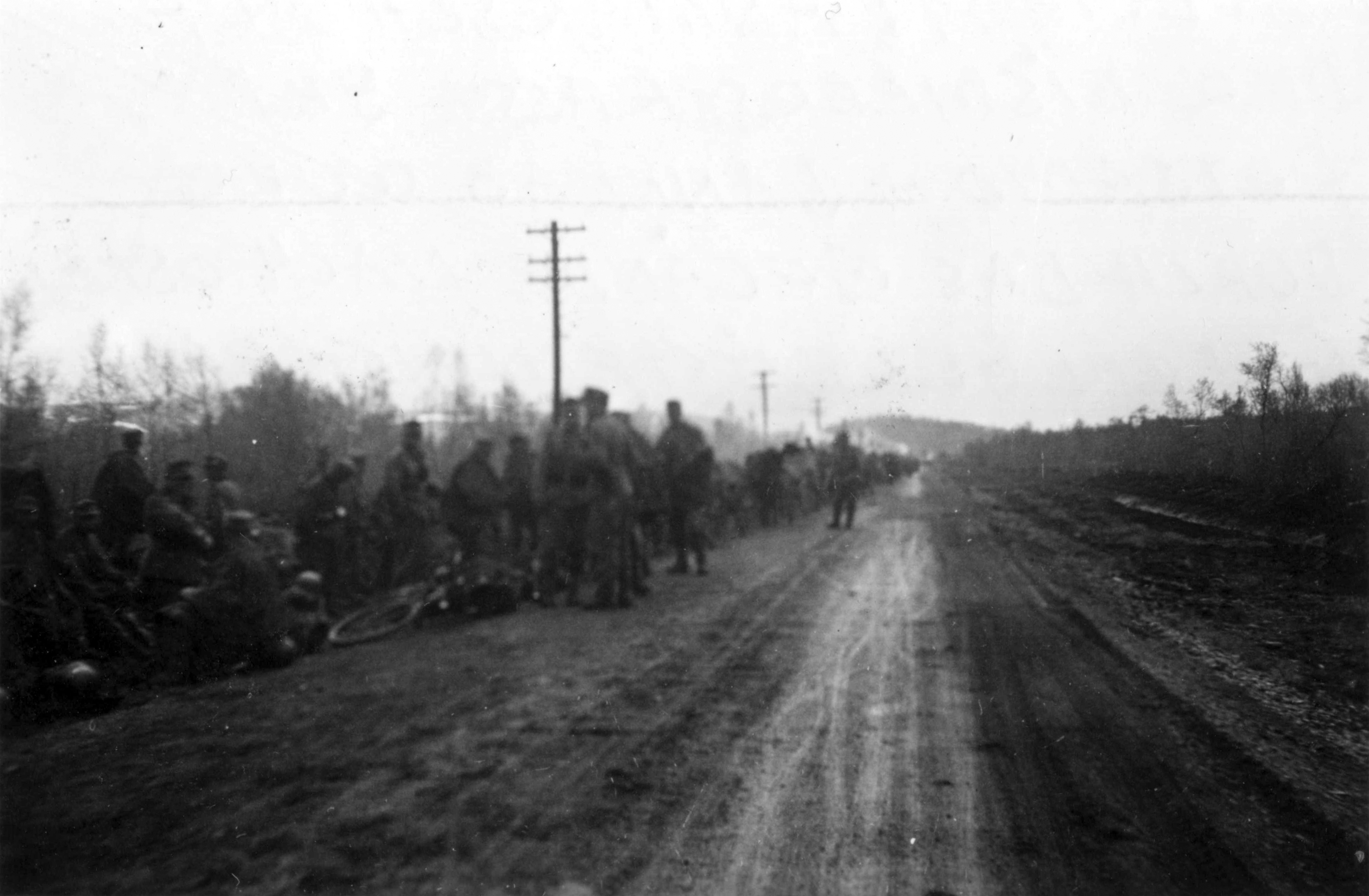
Tysk trupp på Ishavsvägen vid Petsamo den 26 juni 1941

Ishavsvägen (finska: Jäämerentie, idag delvis Riksväg 4 och Regionalväg 969), i Sverige även känd som Petsamovägen, var en 531 kilometer lång gruslandsväg i Finland under åren 1931–1944 mellan Rovaniemi i Lappland och Linhammar vid Barents hav i Petsamo.

## Vägbygget
Ishavsvägen byggdes under svåra förhållanden från Sodankylä i Lappland till Petsamo och var klar i sin helhet 1931. Den följde huvudsakligen Finnmarksleden (som härleder från 1500-talet), vilken förband Lappland med norska Finnmark. 
Under tidigt 1900-tal var den nordligaste orten i Finland, som nåddes med väg, byn Tankavaara, 225 kilometer norr om Rovaniemi. Vägen var klar fram till Ivalo 1913 och ett vägarbete för att nå Petsamo påbörjades 1916 på order av tsaren Nikolaj II. Efter Finlands självständighet 1917 breddades den gamla smala vägen till fem meter.

## Petsamotrafiken
Under en period under kriget var Petsamo den enda tillgängliga hamnen för handel med västmakterna för både Sverige och Finland. En livlig lastbilstrafik för varor till och från Sverige och utlandet, Petsamotrafiken, gick mellan Petsamo och Haparanda över Rovaniemi mellan april 1940 och juni 1941 på en smal grusväg.
Det var problem med vägen, med klimat, väglag och trafiksäkerhet. Vägens bärförmåga uppskattades före trafikstarten till 400 ton gods per dag, men som mest var trafikvolymen upp till 5.000 ton gods per dag. Därför mjuknade eller kollapsade vägen på sina ställen. Kullarna i Saariselkä var svåra för bilarna att forcera, i bägge riktningarna. Vägens begränsade bredd och trafikvolymen på rutten innebar att det dagligen under perioden för Petsamotrafiken inträffade kollisioner och dikeskörningar.
När fortsättningskriget bröt ut, beslagtogs de svenska lastbilar som befann sig i Finland av den finländska staten, även om vissa förare lyckades köra över sina lastbilar till den svenska sidan.

## Efter kriget
Efter kriget tillföll Petsamoområdet Sovjetunionen, och gränsen stängdes. Då drogs Riksväg 4 till norska gränsen längre mot väst. Den kvarvarande stumpen av Ishavsvägen inom Finland kallades Regionalväg 969.

## Vägsträcka
Rovaniemi – Ivalo – Nellim – Nautsi – Salmijärvi (Nikkeli/Kolosjoki) – Petsamo – Linhammar

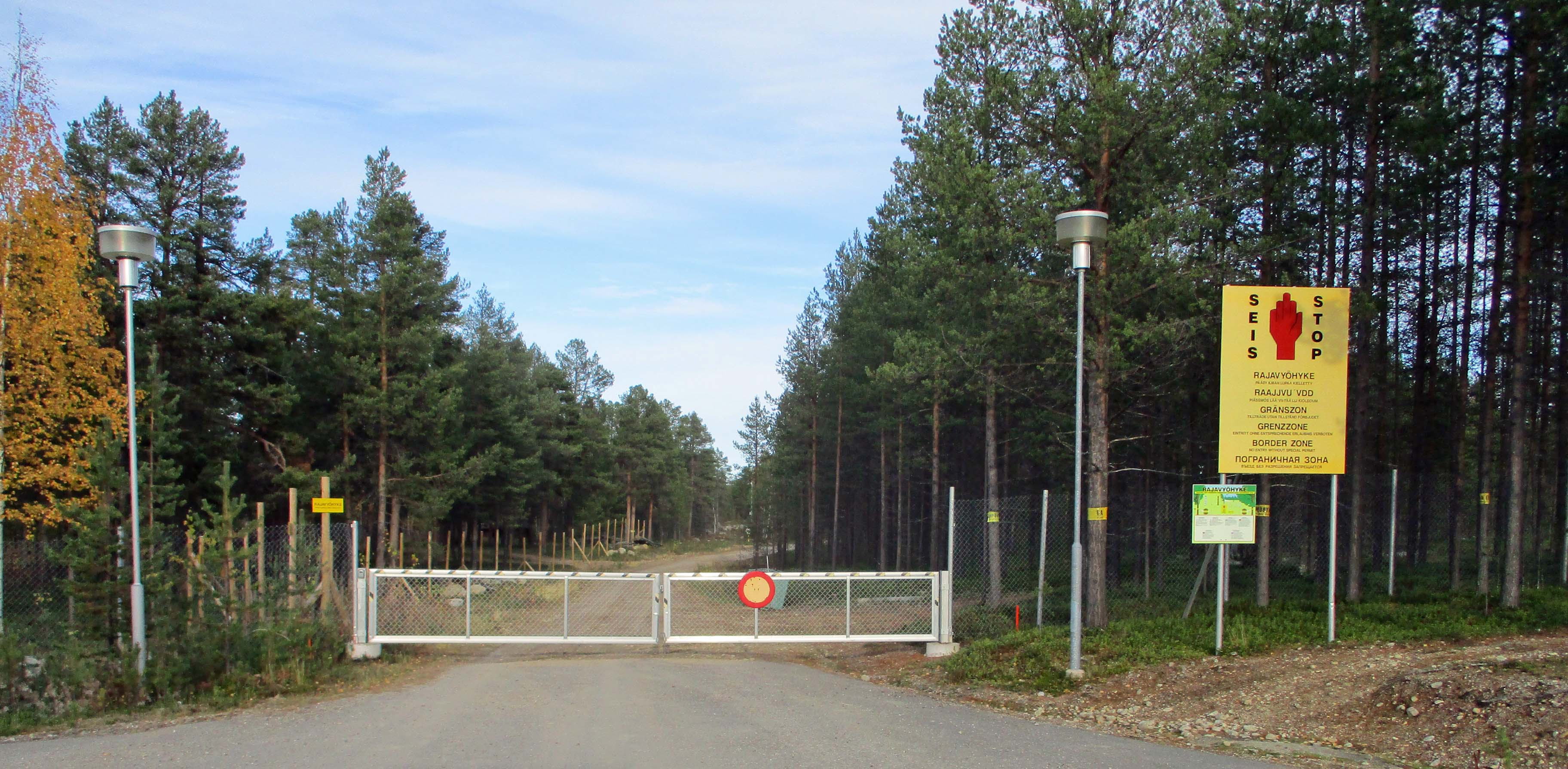
Petsamovägen (Ishavsvägen) - gränsgrinden mellan Finland och Ryssland september 2018

## Ny ishavsväg
I början av 1990-talet byggdes en väg från Kaamanen vid riksväg 4 till Neiden vid havet i Norge. Den hette regionalväg 971 och Riksvei 893 fram till 2016 då båda blev väg 92. Den når alltså Ishavet även om det är vid en plats 70 km väster om Petsamo.
Diskussioner har förts att bygga en ny (omkring 50 kilometer lång) väg från trakten av gränsorten Virtaniemi till trakten av Nyrud i Pasvikdalen i Norge, som är slutpunkt för norska väg 885 från Hesseng nära Kirkenes, för att få två vägar att välja på för turister, en per riktning och locka fler till Pasvikdalen. Det har skjutits på framtiden på grund av brist på prioritering. Man skulle också behöva rusta upp väg 855. Det finns väg från Norge via Hestefoss kraftverk till Ryssland men både den vägen och den gamla Ishavsvägen över den finsk-ryska gränsen är stängda för allmän trafik.